# Lamsenspitze
Lamsenspitze (Hochnißl lub Hochnißlspitze) – szczyt w paśmie Karwendel, w Alpach Wschodnich. Leży w Austrii, w kraju związkowym Tyrol, przy granicy z Niemcami. Szczyt można zdobyć ze schroniska Lamsenjochhütte (1953 m).
Pierwszego wejścia dokonał Markus Vincent Lipold w 1843 r.